# Scene dal 'Faust' di Goethe

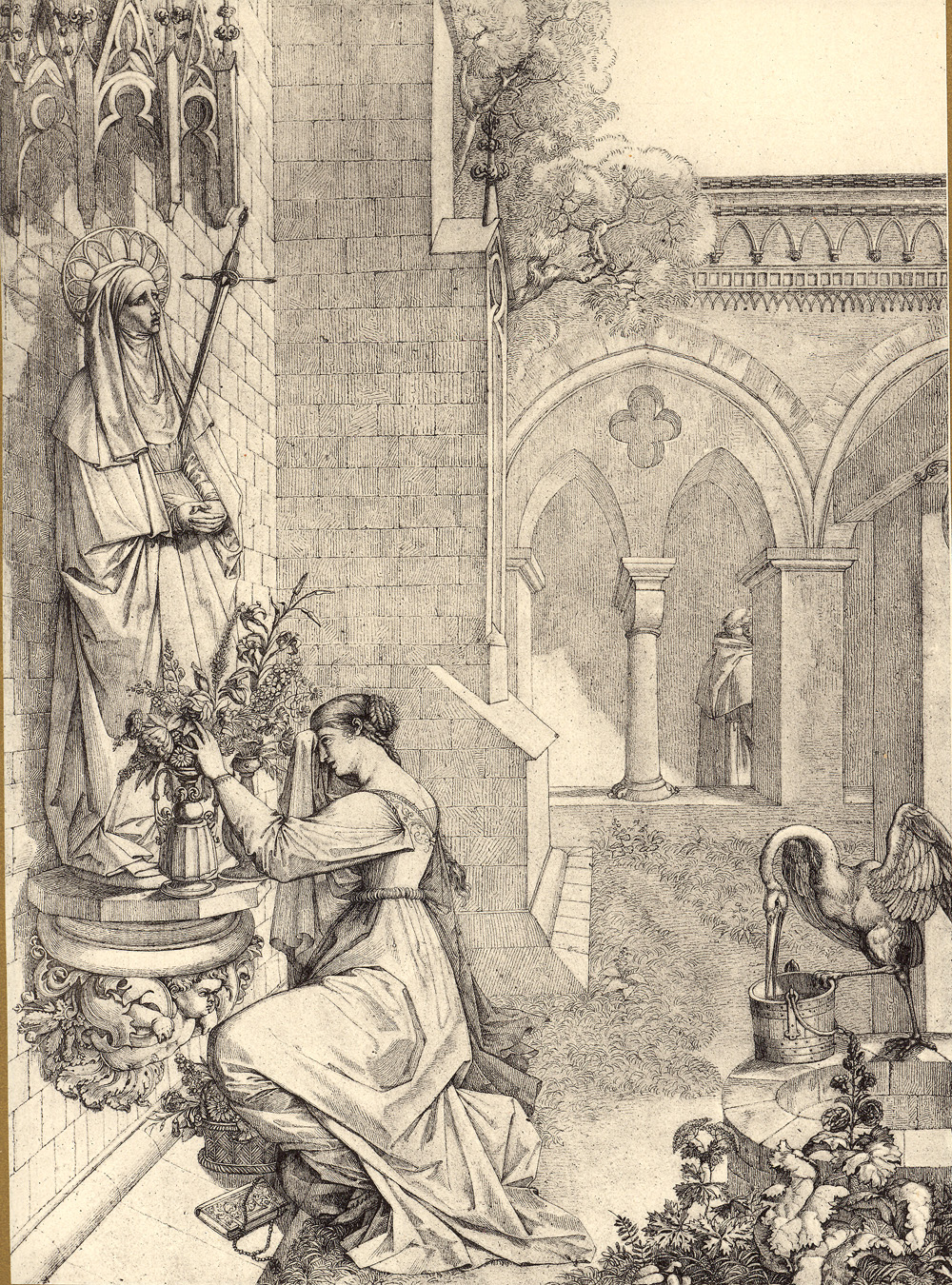
Peter von Cornelius: Margherita davanti alla Mater Dolorosa (parte I, scena II)

Scene dal 'Faust' di Goethe (Szenen aus Goethes Faust) è un oratorio profano di Robert Schumann composto tra il 1844 e il 1853 su testo tratto dal Faust di Johann Wolfgang von Goethe. È reputato una delle più alte realizzazioni del compositore nel genere della musica drammatica.

## Genesi e prime esecuzioni
L'idea di trarre un'opera musicale dal Faust di Goethe sorse a Schumann nel febbraio del 1844 quando, durante il viaggio di ritorno da una tournée in Russia al fianco della moglie Clara, fu costretto a rimanere in convalescenza per parecchi giorni a Dorpat in Livonia (oggi Tartu, in Estonia) a causa di una malattia che in seguito si rivelerà una delle prime manifestazioni della patologia nervosa che lo portò alla morte. Tra i libri che il compositore si fece portare e che lesse in quel periodo c'era appunto il Faust di Goethe, la cui seconda parte (il cosiddetto Faust II) era stata pubblicata per la prima volta dodici anni prima. Fu proprio il Faust II, e in particolare l'ultima scena (la trasfigurazione dell'anima di Faust), che accese l'ispirazione di Schumann. Iniziò dunque a lavorare subito su quella parte della tragedia, ma fu colto ben presto da una sorta di timore reverenziale, in particolare verso la sublimità dei versi goethiani nel Chorus mysticus conclusivo. Così scriveva a Felix Mendelssohn nel settembre del 1845:
La scena dal Faust riposa ancora nello scrittoio, ho davvero il timore di guardarla di nuovo. Il rapimento della poesia sublime proprio di quel finale mi fece osare il lavoro; non so se lo pubblicherò mai.
Solo tre anni dopo, nel 1847, Schumann riuscì a superare queste difficoltà e a completare la stesura musicale della scena, non senza qualche incertezza riguardo al citato coro finale (di cui approntò due versioni praticamente coeve). Tale composizione, che in seguito prese il titolo di Trasfigurazione di Faust, fu eseguita per la prima volta in forma privata a Dresda il 25 giugno 1848. Il 29 agosto 1849, sfruttando l'occasione delle celebrazioni per il centenario della nascita di Goethe, si ebbero ben tre esecuzioni pubbliche della Trasfigurazione: a Weimar (diretta da Franz Liszt), a Dresda (diretta da Schumann stesso) e a Lipsia (diretto da Julius Rietz).
Nel frattempo Schumann, incoraggiato dal buon esito dell'esecuzione privata del 1848, pensò di completare il lavoro musicando altre scene del Faust: tra il luglio del 1849 e il maggio del 1850 musicò tre scene tratte dalla prima parte del Faust (il cosiddetto Faust I) e altre tre scene provenienti dal Faust II. Solo tre anni dopo, nel 1853, decise di aggiungere all'intero lavoro un'ouverture, che fu l'ultimo brano in ordine cronologico ad essere composto.
Nella loro forma definitiva le Scene dal 'Faust' di Goethe comprendono dunque un'ouverture (composta nel 1853), una prima parte costituita da tre scene provenienti dal Faust I (composta nel 1849), una seconda parte formata da tre scene del Faust II (composta tra il 1849 e il 1850) e una terza parte, costituita dalla Trasfigurazione di Faust, composta tra il 1845 e il 1847, che è anche l'unica che fu eseguita durante la vita del compositore.  La prima esecuzione dell'intera opera avverrà infatti a Colonia il 13 gennaio 1862 con la direzione di Ferdinand Hiller, sei anni dopo la morte di Schumann.

## Fortuna
Le esecuzioni del 1849 ebbero un buon esito: la levatura degli interpreti dimostra l'interesse che l'opera suscitò in quegli anni. L'eco di tale successo si rifletté diversi anni più tardi nelle parole del compositore Woldemar Bargiel, che in una lettera del 14 ottobre 1858 alla sorellastra Clara Schumann così scriveva:
La terza parte, la scena finale, è stata per me sempre la cosa più significativa che Schumann abbia creato […]. Il Faust rimarrà probabilmente l'opera principale di Schumann.
Tale entusiasmo si smorzò ben presto: l'opinione sulla validità delle Scene dal 'Faust' di Goethe finì per uniformarsi al giudizio non certo lusinghiero che tra la seconda metà dell'Ottocento e la prima metà del Novecento si formò riguardo alle opere degli ultimi anni di Schumann: in particolare si riteneva fossero fortemente condizionate dalla malattia mentale incipiente. Joseph Wilhelm von Wasielewski, nella sua biografia schumanniana del 1858, giudica i lavori degli anni 1852-1853 (tra cui anche l'Ouverture del Faust) come deboli e di qualità ineguale, concludendo che non vale la pena di analizzare opere di questo tipo, poiché finiscono per diminuire la grandezza del compositore.  Giudizi simili furono espressi anche da Eduard Hanslick e da Hermann Abert, il quale nella sua biografia dedicata a Schumann sembra prendere alla lettera il monito di Wasielewski e concede scarsissima attenzione a tali opere.  Ancora nel 1971, in occasione di una importante esecuzione del Faust a Monaco di Baviera (Erich Leinsdorf dirigeva l'Orchestra della Radio Bavarese, e tra i solisti figuravano Hermann Prey e Edith Mathis), il recensore della Süddeutsche Zeitung parlò di una composizione che rivela «lo spirito di Schumann che già stava disgregandosi» e che infine andrebbe lasciata nella dimenticanza. Non certo positivo era anche il giudizio che ne diede Eric Sams, quando nel 1974 recensì per The Musical Times l'incisione della Decca diretta da Benjamin Britten (parla tra l'altro di una sezione corale che suggerirebbe «non tanto la salvezza, ma l'Esercito della Salvezza.»).
Nei decenni successivi il giudizio critico sugli ultimi anni di Schumann venne a poco a poco completamente rivisto. Nel 1981 esce una nuova incisione del Faust per la EMI (con Dietrich Fischer-Dieskau, diretta da Bernhard Klee), nell'ambito della registrazione integrale delle opere sinfonico-corali dell'ultimo periodo schumanniano patrocinata dalla città di Düsseldorf. Nel 1994 Claudio Abbado ne dirige una importante esecuzione alla Philharmonie di Berlino, che ebbe una certa risonanza e che fu incisa per l'etichetta Sony.  Nel XXI secolo diversi studiosi e interpreti si mostrano sempre più convinti dell'alta qualità musicale del lavoro:  nel 2006 Edda Burger-Güntert dedica al Faust una lunga dissertazione nella quale afferma, riecheggiando quanto scritto da Bargiel circa un secolo e mezzo prima,  che quest'opera è «uno dei capolavori se non il capolavoro di Schumann». Nikolaus Harnoncourt, fervente sostenitore schumanniano, in occasione di un'esecuzione da lui diretta al Concertgebouw di Amsterdam nel 2008 arrivò ad affermare che la musica che descrive il levare del sole all'inizio della Seconda Parte è «uno dei più bei momenti nella storia della musica».
 Nonostante la rivalutazione critica degli ultimi anni le Scene dal ‘Faust’ di Goethe rimangono un lavoro di poco frequente esecuzione, fors'anche per la difficoltà e per l'ampio organico che richiede. Nel XXI secolo in Italia si contano però alcune importanti esecuzioni, come nel 2001 a Torino (Orchestra Sinfonica Nazionale della RAI diretta da Jeffrey Tate) e nel 2010 a Milano (Orchestra Filarmonica della Scala diretta da Pinchas Steinberg). Nel 2008 il Teatro Regio di Parma, nell'ambito della stagione lirica, ne allestì una versione scenica con la regia di Hugo De Ana e la direzione di Donato Renzetti.

## Struttura
- Ouverture
- Prima Parte
  - Szene im Garten (Scena in giardino): "Da kanntest mich, o kleiner Engel" (Faust, Gretchen, Mefistofele, Martha)
  - Gretchen vor dem Bild der Mater Dolorosa (Margherita davanti all'immagine della Mater Dolorosa): "Ach neige, Schmerzenreiche" (Gretchen)
  - Szene im Dom (Scena nel duomo): "Wir anders, Gretchen, era il dir" (Gretchen, voce)
- Seconda Parte
  - Sonnenaufgang (Ariel. Il risveglio di Faust all'alba): "Die ihr muore haupt umschwebt luft'gen im Kreise" (Ariel, cori, Faust)
  - Mitternacht (Mezzanotte): "Ich heisse der Mangel" (Mangel, Schuld, Sorge, Not, Faust)
  - Fausts Tod (La morte di Faust): "Herbie, herbei! Qui, qui! " (Mefistofele, Faust, cori di bambini e adulti)
- Terza parte, la Trasfigurazione di Faust (scena finale del Faust divisa in sette parti o sezioni)
  - "Waldung, sie schwankt Heran" (voce);
  - "Wonnebrand Ewiger" (pater ectstaticus);
  - "Wie zu Füssen Felsenabgrund mir" (Pater profundus, Pater Seraphicus, cori di bambini)
  - "Gerettet edle Glied ist das" (Engel, cori di bambini e adulti);
  - "Dir, der Unberührbaren" (Doctor Marianus, Mater Gloriosa, Coro delle penitenti, Magna Peccatrix, Mulier Samaritana, Maria Aegyptiaca, Una poenitentium chiamata un tempo Margherita, Fanciulli Beati);
  - "Alles ist nur ein vergänglich Gleichnis" (voce).[11]

## Discografia
| Anno | Interpreti vocali | Coro, orchestra e direttore |
| ---- | --- | --- |
| 1972 | Dietrich Fischer-Dieskau, Elizabeth Harwood, John Shirley-Quirk, Peter Pears, Jennifer Vyvyan, Felicity Palmer, Meriel Dickinson, Pauline Stevens, Robert Lloyd, Alfreda Hodgson   | Wandsworth School Choir, Aldeburgh Festival SIngers, English Chamber Orchestra, Benjamin Britten                                      |
| 1981 | Dietrich Fischer-Dieskau, Edith Mathis, Walter Berry, Nicolai Gedda, Barbara Daniels, Kari Lövaas, Hanna Schwarz, Norma Sharp, Ilse Gramatzki, Harald Stamm                        | Tölzer Knabenchor, Chor des Städtischen Musikvereins zu Düsseldorf, Düsseldorfer Symphoniker, Bernhard Klee                           |
| 1994 | Bryn Terfel, Karita Mattila, Jan-Hendrik Rootering, Barbara Bonney, Endrik Wotterich, Iris Vermillion, Brigitte Poschner-Klebel, Susan Graham, Hans.Peter Blochwitz, Harry Peeters | Tölzer Knabenchor, Coro della radio svedese, Eric Ericson Kammerchor, Berliner Philharmoniker, Claudio Abbado                         |
| 1998 | William Dazeley, Kristinn Sigmundsson, Camilla Nylund, Simone Nold, Hans Peter Blochwitz, Ingeborg Danz, Christian Voigt                                                           | Collegium Vocale, Coro da Camera RIAS di Berlino, La Chapelle Royale, Orchestre des Champs-Élysées, Philippe Herreweghe               |
| 2008 | Christian Gerhaher, Christiane Iven, Alastair Miles, Werner Güra, Mojca Erdmann, Birgit Remmert, Elisabeth von Magnus, Franz-Josef Selig                                           | Coro della radio olandese, Coro olandese di voci bianche, Orchestra del Concertgebouw, Nikolaus Harnoncourt                           |
| 2011 | Iwona Hossa, Christiane Libor, Anna Luban´ska, Ewa Marciniec, Daniel Kirch, Jaakko Kortekangas, Andrew Gangestad                                                                   | Coro filarmonico di Varsavia, Coro di voci bianche di Varsavia, Orchestra filarmonica di Varsavia, Antoni Wit                         |
| 2013 | Christian Gerhaher, Christiane Karg, Alastair Miles, Mari Eriksmoen, Bernarda Fink, Andrew Staples, Kurt Rydl, Tareq Nazmi                                                         | Kammerchor der Augsburger Domsingknaben, Chor des Bayerischen Rundfunks, Symphonieorchester des Bayerischen Rundfunks, Daniel Harding |